# Reuzenstern
De reuzenstern, ook wel Kaspische stern genoemd, (Hydroprogne caspia) is een zeevogel uit de familie van de meeuwen (Laridae) en de geslachtengroep sterns (Sternini). Hij is van deze groep de grootste soort.

## Kenmerken
De reuzenstern is de grootste stern. Hij wordt 48 tot 56 centimeter lang en 575 tot 775 gram zwaar. De spanwijdte is zo'n 140 centimeter. De roep van de vogels is een luid reigerachtig gekras.
De volwassen vogel heeft zwarte poten en een lange dikke rood-oranje snavel. De kop is wit met een zwarte pet, waar 's winters enkele opvallende witte veren in groeien. De nek, buik en staart zijn wit, maar de bovenvleugels en rug zijn bleekgrijs; de ondervleugels zijn ook bleekgrijs, maar met zwarte uiteinden. Het verenkleed van beide geslachten is gelijk.

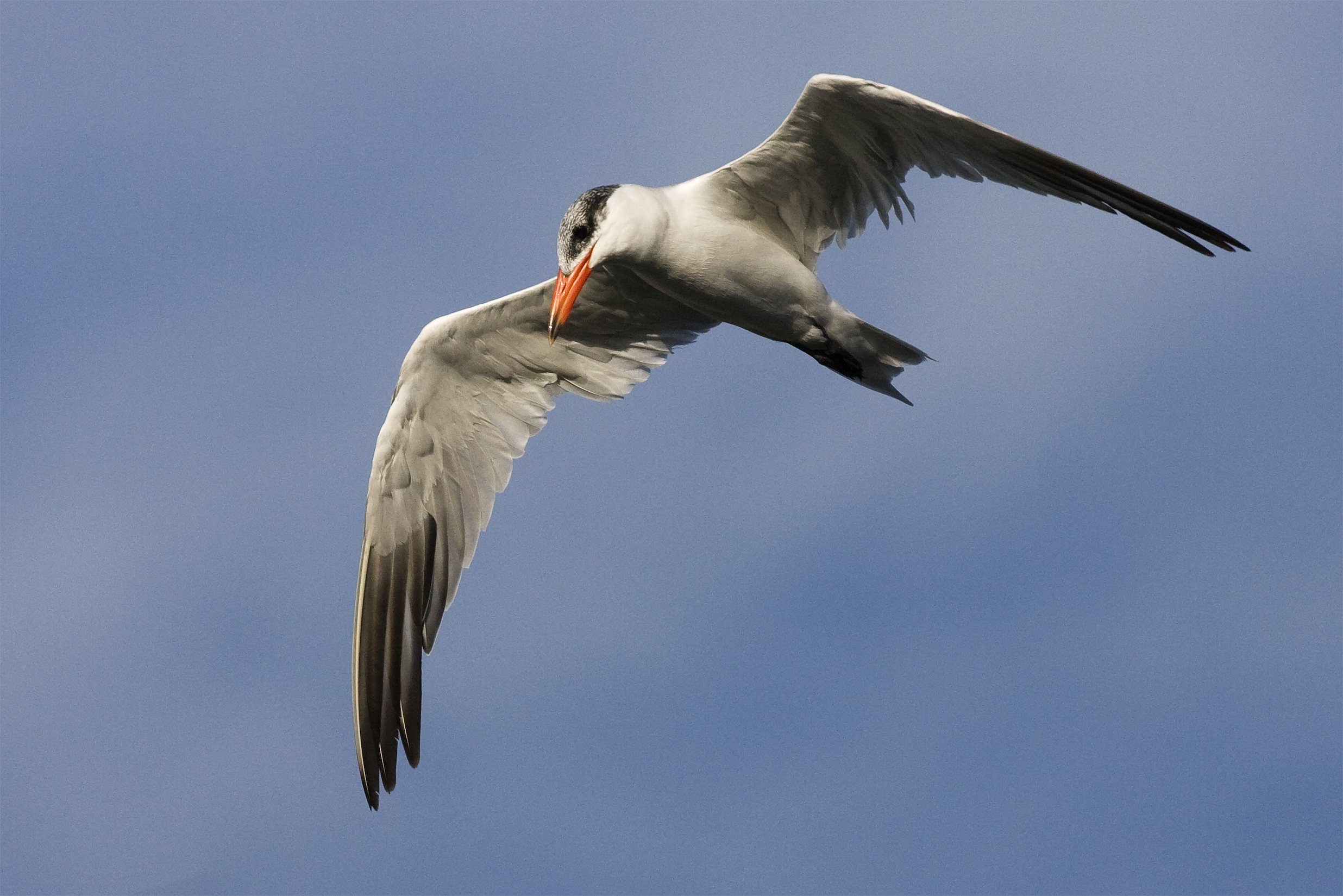
In winterkleed, herkenbaar aan de witte veren in het petje

## Voedsel
De vogels duiken naar vis en blijven hoog boven het water op dezelfde plek hangen alvorens naar beneden te duiken. Soms worden ook insecten en eieren en jonge dieren van andere vogels gegeten.

## Verspreiding en leefgebied
Hun broedgebied is de grote meren en de oceaankusten in Noord-Amerika inclusief de Grote Meren en lokaal langs het grootste gedeelte van Europa, Azië, Afrika, Australië en Nieuw-Zeeland. Zij nestelen meestal op de grond tussen afval of drijvend materiaal, en geven de voorkeur aan drasland met zoet water. De Noord-Amerikaanse vogels migreren naar de zuidelijke kusten, het Caribisch Gebied en het noorden van Zuid-Amerika. De Euraziatische vogels migreren naar de tropische streken.

## Voortplanting
Tijdens het eierleggen en de eerste dagen van het broeden zijn reuzensterns zo gevoelig voor verstoringen dat ze soms massaal hun kolonie in de steek laten. Vermoedelijk daardoor zijn in 1947 bijna tweehonderd broedparen, na een noordwaartse reis van achthonderd kilometer, in het noorden van de Botnische Golf terechtgekomen, onder andere op het eiland en de zandplaat die als Grillklippan of internationaal als Skvolpen Island bekendstaan. Voorheen kwamen ze zo noordelijk in het Oostzeegebied maar sporadisch voor, maar reeds in 1971 werden 2300 broedparen geteld. In 2010 werd het aantal broedparen in het Oostzeegebied geschat op 1700, waarvan ongeveer 500 in Zweden.

## Status
In Nederland is de reuzenstern volgens SOVON een doortrekker in uiterst klein maar steeds toenemend aantal.
De grootte van de wereldpopulatie is in 2015 geschat op 250 tot 470 duizend individuen en gaat ook mondiaal in aantal vooruit. Om deze redenen staat de reuzenstern als niet bedreigd op de Rode Lijst van de IUCN.